# Alphonse de Polignac
Alphonse Armand Charles George Marie de Polignac (* 27. März 1826; † 30. Juni 1862)  war ein französischer Mathematiker.
Er war der Sohn des Diplomaten und zeitweiligen Premierministers Jules de Polignac und auch als Prince de Polignac bekannt. Seine Mutter war Mary Charlotte Boothley-Parkins (1792–1864). Alphonse de Polignac studierte ab 1849 an der École polytechnique. Er war Hauptmann der Artillerie.
Er ist vor allem für Vermutungen zur Theorie der Primzahlen bekannt, die er 1849 veröffentlichte. Die (bis heute weder bewiesene noch widerlegte) Vermutung von Polignac besagt, dass es für jede natürliche Zahl {\displaystyle n} unendlich viele aufeinanderfolgende Primzahlen mit der Differenz {\displaystyle 2n} gibt. Für {\displaystyle n=1} ist das die Vermutung über Primzahlzwillinge. Eine andere Vermutung von Polignac wurde dagegen widerlegt (siehe Satz von Erdős (Zahlentheorie)).
1860 heiratete er die Tochter  Jeanne Émilie (1844–1933) des Bankiers und Zeitungsverlegers Jules Mirés (1809–1871). Die Verbindung mit der reichen Erbin wurde in Kreisen der Aristokratie in Frankreich als Mesalliance angesehen. Auf eine entsprechende Bemerkung soll de Polignac geantwortet haben, er habe „Blut für zwei“, was wiederum den Schwiegervater Mirés zum Bonmot veranlasste, er dachte, er habe ihm bei der Heirat drei Prozent gegeben.
Er hatte den Halbbruder Camille Armand Jules Marie de Polignac, der Generalmajor der Konföderierten im Bürgerkrieg war und sich ebenfalls mit mathematischen Problemen befasste (er starb an einem Hirnödem an seinem Schreibtisch, als er sich mit einem solchen Problem befasste).